# Antonio Maria Doria Pamphili
Antonio Maria Doria Pamphili (ur. 28 marca 1749 w Neapolu, zm. 31 stycznia 1821 w Rzymie) – włoski kardynał.

## Życiorys
Był synem Giovanniego Andrei IV Doria Pamphilj Landi i Eleonory Carafa della Stadera. Jego bratem był kardynał Giuseppe Maria Doria Pamphili; był także spokrewniony z Innocentym X. Podobnie jak brat, studiował na kilku uniwersytetach, by ostatecznie na Sapienzy obronić doktorat utroque iure (1769). W tym samym roku został protonotariuszem apostolskim, a wkrótce potem – klerykiem Kamery Apostolskiej. 14 lutego 1785 został kreowany kardynałem diakonem i otrzymał diakonię SS. Cosma e Damiano. Został wówczas protektorem niektórych zakonów kanoników regularnych i celestynów. 16 maja tr. przyjął święcenia diakonatu. Od września 1798 był kardynałem protodiakonem; z racji tego koronował papieża Piusa VII, po konklawe 1799-1800. Następnie został prefektem Kongregacji ds. Wód, Bagien Pontyjskich i ds. Doliny Chiana. W 1808 roku, wraz z bratem, został wydalony z Rzymu, przez francuskich okupantów. Następnie przeniósł się do Paryża, lecz opuścił go ze względu na stan zdrowia i powrócił do Włoch. Po przywróceniu władzy papieskiej, został kamerlingiem Kolegium Kardynalskiego (1818–1819). Jesienią 1819 został archiprezbiterem Bazyliki Matki Bożej Większej i pozostał nim do śmierci w roku 1821.